# Malaxa acutipennis
Malaxa acutipennis är en insektsart som beskrevs av Melichar 1914. Malaxa acutipennis ingår i släktet Malaxa och familjen sporrstritar. Inga underarter finns listade i Catalogue of Life.